# Ilybius quadriguttatus
Ilybius quadriguttatus är en skalbaggsart som först beskrevs av Lacordaire 1835.  Ilybius quadriguttatus ingår i släktet Ilybius och familjen dykare. Arten är reproducerande i Sverige. Inga underarter finns listade i Catalogue of Life.

## Bildgalleri

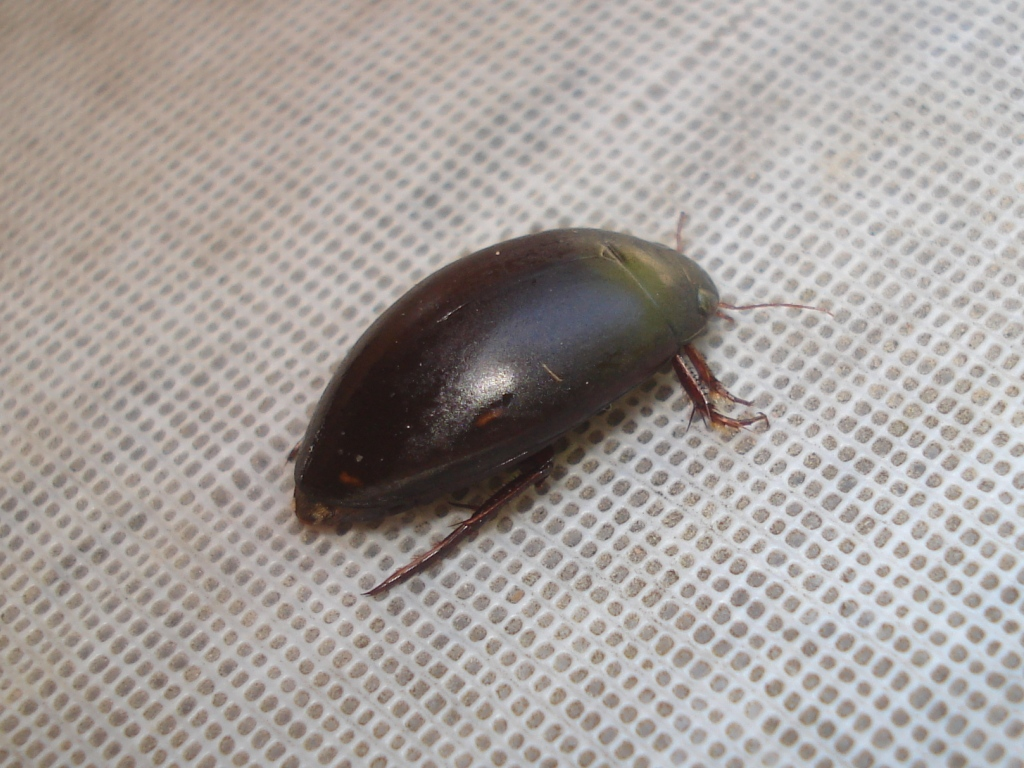